# Lista de representantes permanentes da Estónia nas Nações Unidas
Esta é uma lista de representantes permanentes da Estónia, ou outros chefes de missão, junto da Organização das Nações Unidas em Nova Iorque.
A Estónia foi admitida como membro das Nações Unidas a 17 de setembro de 1991.
| Início | Término | Representante permanente (Chefe de missão) | Cargo                        | Credenciais |
| ------ | ------- | ------------------------------------------ | ---------------------------- | ----------- |
| 1991   | 1994    | Ernst Jaakson                              | Representante permanente     |             |
| 1994   | 1994    | Heino Ainso                                | Encarregado de negócios a.i. | -           |
| 1994   | 1998    | Trivimi Velliste                           | Representante permanente     |             |
| 1998   | 2000    | Sven Jürgenson                             | Representante permanente     | 1998-09-09  |
| 2000   | 2004    | Merle Pajula                               | Representante permanente     | 2000-03-31  |
| 2004   | 2004    | Jaak Jõerüüt                               | Representante permanente     | 2004-07-23  |
| 2004   | 2010    | Tina Intelmann                             | Representante permanente     | 2005-03-30  |
| 2010   | 2015    | Margus Kolga                               | Representante permanente     | 2010-12-16  |
| 2015   | atual   | Sven Jürgenson                             | Representante permanente     | 2015-08-13  |